# Целіни-Влосцянські
Целіни-Влосцянські (пол. Celiny Włościańskie) — село в Польщі, у гміні Станін Луківського повіту Люблінського воєводства.
Населення — 345 осіб (2011).
У 1975-1998 роках село належало до Седлецького воєводства.

## Демографія
Демографічна структура станом на 31 березня 2011 року:
|          | Загалом | Допрацездатний вік | Працездатний вік | Постпрацездатний вік |
| -------- | ------- | ------------------ | ---------------- | -------------------- |
| Чоловіки | 180     | 47                 | 114              | 19                   |
| Жінки    | 165     | 38                 | 93               | 34                   |
| Разом    | 345     | 85                 | 207              | 53                   |